# Grohote
Grohote su mjesto na otoku Šolti. Nalaze se nasred otoka, na sjeveroistočnom rubu Sridnjeg polja. Prometno su značajne, jer se nalaze na križanju glavne šoltanske prometnice (Gornje Selo - Maslinica) i ceste do Rogača.
Najveće su i najstarije mjesto na otoku. Jedno vrijeme, od 1811. godine, bile su i općinskim sjedištem.
Od javnih i značajnijih objekata, u Grohotama se nalaze poštanski ured, ambulanta s helidromom, vatrogasno društvo, policija, škola, lovački i zadružni dom, tržnica i uljara.

## Stanovništvo
| broj stanovnika | 750   | 870   | 944   | 1160  | 1362  | 1245  | 1212  | 1269  | 996   | 992   | 913   | 712   | 619   | 631   | 425   | 449   | 440   |
|                 | 1857. | 1869. | 1880. | 1890. | 1900. | 1910. | 1921. | 1931. | 1948. | 1953. | 1961. | 1971. | 1981. | 1991. | 2001. | 2011. | 2021. |

## Kultura
- Starokršćanska bazilika Sv. Stjepana

Svoja su obitavališta Grohoćani u prošlosti ponajviše gradili od kamena, materijala iz njihova prirodnog okoliša. Stoljećima stjecano umijeće vrsne obrade kamena prilagođivali su raznolikoj graditeljskoj namjeni. Podizali su ograde oko polja, maslinika, vinograda i putova, stvarali poljska skloništa, gradili spremišta te nastambe za domaće životinje, zidali stambene, javne i nabožne zgrade. Mnogi su bili vični slaganju neobrađenoga prirodnog kamena bez ikakva međusobnog vezivanja, tj. suhozidu, dok su seoski klesari znalački obrađenim kamenim blokovima, vezanim žbukom, vješto zidali uživo. Građevine su oblikovali prema potrebama svoga svakodnevnog života i prevladavajućoj gospodarskoj djelatnosti, posebice poljoprivredi.
Stambene su zgrade bile većinom katnice, rjeđe prizemnice. Zidove građene uživo krasili su klesani dovratnici i doprozornici, a prozorska okna, kapci (škure) od pune daske. Dvostrešni krovovi blagih nagiba ranije su bili prekriveni klesanim vapnenačkim pločama (škrilje), a u novijem dobu valjkastim crijepom. Slikovitosti su doprinosili i izbočeni krovni prozori (luminariji), kao i dimnjak (fumar) raznoliko izvedenog kruništa. U prizemlju se u konobi spremalo vino, ulje i ostali prirod, a ponegdje je stajao i ručni mlin (žrna) za svakodnevno mljevenje žita. Na kat su vodile vanjske kamene stube (skale) šireći se pred vratima u kamenom popločanu terasu (balatura), položenu na bačvasti svod (volat). U 19. stoljeću imućnije kuće opremalo se cisternama za skupljanje kišnice, koje su služile i kao balature, a na njih se postavljalo u kamenu isklesano grlo gustirne (kruna).
Kuhinja (kužina) je bila većinom na katu, katkad i u posebnoj prizemnoj zgradi uz kuću. Središnje mjesto ne samo kuhinje nego i cijele kuće bilo je otvoreno ognjište (komin), postavljeno uza začelni zid. Dim otvorene vatre ložišta usmjeravao se prema dimnjaku napom, na čijoj je poprječnoj gredi bio učvršćen lanac (konoštre) s kukom za prihvat posude. Klupe uz bočne strane ognjišta svjedočile su o kužini kao o mjestu obiteljskog okupljanja. Sobe su bile oskudno namještene oskudnim ležajevima te prirodnim sanducima, škrinjama za odjeću i ostalu rubeninu. Popločano dvorište, ispunjeno još kojom zgradicom gospodarske namjene te mlinom za masline (toć), opasivala je visoka ograda s drvenim vratima nadsvođenima kamenim lukom.
- Kaštel Slavić
- Crkva sv. Mihovila
- Bazilika u Grohotama

## Gospodarstvo
Uglavnom sredozemno poljodjelstvo, pomorstvo, a od novijih gospodarskih djelatnosti je i proizvodnja vapna.

## Poznati mještani
- Dinko Sule, otočki kroničar, pisac, pjesnik, slikar i urednik šoltanskih edicija

- Gordana Burica, grohotska spisateljica, živi u Nečujmu
- Antica Mateljan Jukić, majka pjesnikinje Vesne Parun (sahranjena na starom groblju u Grohotama)
- Živan Bezić, svećenik, bogoslov
- Eugen Buktenica, slikar naivne umjetnosti
- Srećko Bezić, svećenik, vjerski pisac, nadbiskupijski tajnik

## Vanjske poveznice
- Grohote  Arhivirana inačica izvorne stranice od 8. studenoga 2006. (Wayback Machine)